# Жуков (Ростовская область)
Жу́ков — хутор в Семикаракорском районе Ростовской области.
Входит в состав Задоно-Кагальницкого сельского поселения.

## История
В исторических документах не сохранилось первоначальное название хутора. До середины XIX века было устоявшимся его второе название — хутор Дурной. Иногда его называли Дурновским. Такое название, согласно местной легенде, хутору дал сам Петр I. Во времена Азовского похода в 1696 году флот Петра I принял решение остановиться в этих местах. В то время было принято навещать таких знатных гостей, тем самым подчеркивая свое уважение. Но поприветствовать государя хотели далеко не все. Определённую часть населения хутора в то время населяли старообрядцы. Казаки староверы не захотели идти на встречу к императору, и отправили от себя человека, который, по-видимому, страдал психическими расстройствами, чтобы подшутить над царем. Пётр I сразу понял, что встреча получается странная, но ни делегата, ни казаков бранить не стал, приказав назвать хутор Дурным — в соответствии с представленным делегатом. Спустя время казаки пытались изменить название хутора, но получили отказ — им сообщили, что название хутора Дурной — это воля царя.
С 1953 года хутор стал называться Жуковым в честь Ивана Ивановича Жукова, солдата-разведчика, который был водителем бронемашины и погиб 3 января 1943 года в этом районе.

## Население
| 2010 |
| ---- |
| 816  |

## Улицы
| - ул. Абрикосовый, - ул. Береговая, - ул. Ветеранов, - ул. И. И. Жукова, - ул. Луговая, - ул. Победы, | - ул. Садовая, - ул. Степная, - ул. Центральная, - ул. Школьная, - пер. Донской, - пер. Казачий, | - пер. Липовый, - пер. Мирный, - пер. Молодёжный, - пер. Речной, - пер. Спортивный. |